# Boston Consulting Group
Boston Consulting Group, Inc. (BCG) er en amerikansk management consulting-virksomhed med hovedkvarter i Boston, Massachusetts.De har 25.000 ansatte fordelt på over 100 kontorer og de omsætter for 12 mia. USD.
Virksomheden blev etableret i 1963 som en del af Boston Safe Deposit and Trust Company. Bruce Henderson var blevet rekrutteret fra Arthur D. Little til at etablere konsulent-divisionen under navnet Management and Consulting Division of the Boston Safe Deposit and Trust Company.